# هانك غريفين
هانك غريفين (بالإنجليزية: Hank Griffin)‏ (1870 - 2 مايو 1911) هو ملاكم أمريكي، صنّف ضمن فئة وزن ثقيل.

## روابط خارجية
- هانك غريفين على موقع بوكس ريك (الإنجليزية) (registration required)